# Асоціація Європейських Авіаліній
Асоціація Європейських Авіаліній (англ. Association of European Airlines, скор. AEA) — міжнародна асоціація авіакомпаній країн Європи, створена в кінці 1952 року.
Асоціація європейських авіакомпаній об'єднує 22 європейські компанії. Вони всі разом перевозять приблизно 310 млн пасажирів і 4,5 мільйона тонн вантажів на рік, обслуговують 1860 літаків та 530 пунктів призначення в 140 країнах з 8100 рейсами на день. Авіалінії є роботодавцями 270 тисяч осіб, і генерують загальний оборот €100 млрд.

## Члени
Станом на 2016:
| - Aegean Airlines (SA) - airBaltic - Air France (ST) - Air Malta - Austrian Airlines (SA) | - Brussels Airlines (SA) - Cargolux - Croatia Airlines (SA) - DHL Aviation - Finnair (OW) - Icelandair | - KLM (ST) - LOT Polish Airlines (SA) - Lufthansa (SA) - Luxair - Scandinavian Airlines (SA) | - Swiss International Air Lines (SA) - TAP Portugal (SA) - TAROM (ST) - TNT Airways - Turkish Airlines (SA) - Ukraine International Airlines |